# フリードリヒ・ハインリヒ (ブランデンブルク＝シュヴェート辺境伯)
フリードリヒ・ハインリヒ（Friedrich Heinrich von Brandenburg-Schwedt, 1709年8月21日 - 1788年12月12日）は、プロイセンの王族、プロイセン王子（Prinz von Preußen）。プロイセン王家の傍系ブランデンブルク＝シュヴェート辺境伯家の最後の当主。プロイセン王フリードリヒ1世の異母弟ブランデンブルク＝シュヴェート辺境伯フィリップ・ヴィルヘルムと、アンハルト＝デッサウ侯ヨハン・ゲオルク2世の娘ヨハンナ・シャルロッテの間の3男。フリードリヒ・ヴィルヘルムの弟。

## 生涯
1711年に父が死ぬと、幼児のフリードリヒ・ハインリヒは母ヨハンナの手元から引き離され、後見人である伯父のフリードリヒ1世、次いでその後継者で従兄のフリードリヒ・ヴィルヘルム1世の手元で養育された。フリードリヒ・ハインリヒは軍事にはほとんど関心がなく、1733年には自身が連隊長を務める連隊を指導する能力がないことを露呈して国王の逆鱗に触れ、数週間の蟄居謹慎を命じられている。フリードリヒ2世はフリードリヒ・ハインリヒが軍人として無能だとして、戦場に駆り出すことはなかった。
1771年に兄のフリードリヒ・ヴィルヘルムが死ぬと、フリードリヒ・ハインリヒがシュヴェート及びヴィルデンブルフの領主となった。ブランデンブルク＝シュヴェート辺境伯として、彼は演劇をはじめとする文化の後援者となった。1755年にはベルリンのプリンツ宮殿を購入しており、1785年にはシュヴェート城の宮廷劇場で有名女優ヘンリエッテ・ヘンデル＝シュルツに芝居を上演させている。
フリードリヒ・ハインリヒは母方の従妹のアンハルト＝デッサウ侯女レオポルディーネ・マリー（1716年 - 1782年）を妻に迎えた。レオポルディーネの父アンハルト＝デッサウ侯レオポルト1世はプロイセン軍の重鎮で、「老デッサウ（Der alte Dessauer）」の呼び名で知られている。2人の娘が生まれた後、夫婦は激しく憎み合うようになり、レオポルディーネはコルベルク（現在のポーランド領コウォブジェク）に追放されて、余生を同市で送っている。
フリードリヒ・ハインリヒは息子の無いまま1788年に死亡、ブランデンブルク＝シュヴェート辺境伯の男系は絶え、その領土はプロイセン王家の領土に組み込まれた。彼の娘と姪達にはプロイセン王家より補償金が支払われた。

## 子女
妻レオポルディーネ・マリーとの間に娘が2人いた。
- ルイーゼ（1750年 - 1811年） - 1767年、従兄に当たるアンハルト＝デッサウ侯（のち公爵）レオポルト3世と結婚
- フリーデリケ・シャルロッテ（1745年 - 1808年） - ヘルフォルト女子修道院長